# Saltsjön, Raseborg
Saltsjön är en fjärd i Finland. Den ligger i landskapet Nyland, i den södra delen av landet, 80 km väster om huvudstaden Helsingfors.
Saltsjön ligger mellan Degerölandet i norr och Nötön, Lillö, Storö och Växär i söder. Den ansluter till Boxströmmen i väster, Uvalaströmmen i söder och Synnernäsströmmen i öster. Saltsjön är en del av inre leden, en inomskärsfarled från Lappvik i Hangö till Barösund.